# Haliplus bachmanni
Haliplus bachmanni is een keversoort uit de familie watertreders (Haliplidae). De wetenschappelijke naam van de soort is voor het eerst geldig gepubliceerd in 1970 door Vidal, Sarmiento & Grosso.